# Fernando Santos Martins
Fernando Augusto dos Santos Martins, né en octobre 1930 à Leiria et mort le 15 novembre 2006 à Lisbonne, est un entrepreneur et homme politique membre du Parti social-démocrate (PPD/PSD).
Il est ministre de l'Industrie en 1978, puis entre 1985 et 1987.

## Biographie

### Formation et débuts professionnels
Il est titulaire d'une licence en génie mécanique de l'Institut supérieur technique (IST) et d'une autre en économie de l'Institut supérieur des sciences économiques et financières (ISCEF). Il a en outre obtenu en Allemagne de l'Ouest une spécialisation en génie industriel.
Par la suite, il devient administrateur de nombres sociétés industrielles.

### Deux brefs passage au gouvernement
Il intègre pour la première fois l'exécutif portugais le 26 mars 1977, en tant que secrétaire d'État à l'Industrie légère et lourde, auprès du ministre de l'Industrie Alfredo Nobre da Costa. Il est relevé de ses fonctions dès le 30 janvier 1978. Le 29 août suivant, il devient ministre de l'Industrie et de la Technologie dans le gouvernement d'initiative présidentielle de Nobre da Costa. Le cabinet chute en trois mois, le 22 novembre.
Il retourne alors dans le monde de l'entreprise, obtenant la présidence de la compagnie aérienne publique TAP Air Portugal entre 1980 et 1981.

### À nouveau ministre
Le 6 novembre 1985, Fernando Santos Martins est nommé ministre de l'Industrie et du Commerce dans le premier gouvernement du libéral Aníbal Cavaco Silva. Il n'est pas reconduit à la fin de son mandat, le 17 août 1987.
Ambassadeur du Portugal auprès de l'OCDE, il reprend la présidence de TAP Air Portugal de 1992 à 1996.